# Strongygaster globula
Strongygaster globula là một loài ruồi trong họ Tachinidae.